# The World's Fastest Indian
The World's Fastest Indian is een Nieuw-Zeelands-Amerikaanse biografische film uit 2005, geregisseerd door Roger Donaldson met Anthony Hopkins in de hoofdrol. De film ging op 10 september 2005 in première op Internationaal filmfestival van Toronto.
De film is gebaseerd op het waargebeurde verhaal van Burt Munro die met zijn Indian motorfiets het snelheidsrecord wil verbeteren.

## Verhaal
Aan het begin van de 20e eeuw in Invercargill (Nieuw-Zeeland) is Burt Munro bezig met het sleutelen aan zijn motorfiets om het snelheidsrecord te breken. In 1938 behaalde hij zijn eerste record. Munro droomt vervolgens om ooit deel te nemen aan de motorraces in Utah. Om deze droom uit te laten komen, verkoopt hij zijn huis in de jaren vijftig om de reis per boot te kunnen betalen naar Los Angeles. Daar zal hij de reis voortzetten naar de staat Utah waarmee hij op de Bonneville-zoutvlakte het snelheidsrecord wil verbreken, die hij uiteindelijk ook driemaal zal bevestigen. Maar voor het zover is verloopt de reis in Amerika niet zonder slag of stoot.

## Rolverdeling
| Acteur              | Personage  |
| ------------------- | ---------- |
| Anthony Hopkins     | Burt Munro |
| Jessica Cauffiel    | Wendy      |
| Joe Howard          | Otto       |
| Chris Williams      | Tina       |
| Paul Rodriguez      | Fernando   |
| Christopher Lawford | Jim Moffet |
| Annie Whittle       | Fran       |
| Diane Ladd          | Ada        |
| Iain Rea            | George     |
| Bruce Greenwood     | Jerry      |
| Michael Mantell     | Glenn      |
| Patrick Flueger     | Rusty      |
| William Lucking     | Rolly      |
| Walton Goggins      | Marty      |
| Eric Pierpoint      | Earl       |